# سینتیا دارلو
سینتیا دارلو (انگلیسی: Cynthia Darlow؛ زادهٔ ۱۳ ژوئن ۱۹۴۹) بازیگر اهل ایالات متحده آمریکا است.
از فیلم‌ها یا مجموعه‌های تلویزیونی که وی در آن‌ها نقش داشته‌است، می‌توان به سوپرانوز، ارواح گمشده، حادثه توماس کراون و ساعت بیست و پنجم اشاره نمود.